# 5.º Regimiento de Marines
El 5.º Regimiento Marines (del inglés: 5th Marine Regiment) es un regimiento de infantería del Cuerpo de Marines de Estados Unidos con base Camp Pendleton, California. Es el regimiento más condecorado del Cuerpo de Marines y está bajo el mando de la 1.ª División de Marines y la I Fuerza Expedicionaria de Marines (I MEF).

## Unidades actuales
El regimiento se compone de cuatro batallones de infantería y una compañía del Cuartel General:
- Compañía del Cuartel General
- 1.er Batallón, 5.º Regimiento (1/5)
- 2.º Batallón, 5.º Regimiento (2/5)
- 3.er Batallón, 5.º Regimiento (3/5)
- 2.º Batallón, 4.º Regimiento (2/4) – asignado al 5.º Regimiento por razones históricas.

## Historia

### Primera Guerra Mundial
La unidad fue activada el 8 de junio de 1917, en Filadelfia, Pensilvania, como el 5.º Regimiento de Marines. Fue enviado a Francia y asignados a la 1.ª División de Infantería del Ejército de Estados Unidos. En octubre, de ese mismo año fueron reasignados a 4.ª Brigada de Marines, agregada a la 2.ª División de Infantería.
En la primavera el regimiento participó en la batalla de Belleau Wood, ganándose el respeto de las veteranas tropas alemanas.
Posteriormente participó en la batalla de Saint-Mihiel y en la ofensiva de Meuse-Argonne. También participaron en la de defensa Toulon-Troyon, Château-Thierry, Marbache y Limey. Desde 1918 hasta 1919 el regimiento participó en la ocupación de la Renania alemana. En agosto de 1919 se trasladaron a la base de Quantico, Virginia. Fueron desactivados el 13 de agosto de 1919.
Las acciones del regimiento en Francia les ganó el derecho a llevar el Fourragère, es uno de los dos regimientos de los Marines en portarlo (el otro es el 6.º Regimiento de Marines). Se les otorgaron estas menciones como resultado de ser los únicos regimientos de la Fuerza Expedicionaria Estadounidense que recibieron tres Croix de guerre. El Fourragère pasó a formar parte del uniforme del regimiento, y todos los miembros de la unidad están autorizados a llevar la decoración en el hombro izquierdo del uniforme siempre y cuando sigan siendo miembros del regimiento.
Tres marines del regimiento fueron galardonados con la Medalla de Honor por su actuación durante la guerra. El sargento Louis Cukela, sargento de artillería Ernest A. Janson, y el sargento Matej Kocak cada uno recibió dos Medallas de Honor (una de la Armada y una del Ejército) por una sola acción, son tres de los de sólo diecinueve receptores dobles de la medalla. Además, dos oficiales de la Armada de Estados Unidos adjuntos al 5.º Regimiento recibieron la Medalla de Honor: teniente comandante Alexander Gordon Lyle y el teniente Orlando H. Petty del Cuerpo Médico.

## Periodo de entreguerras
El Regimiento se reactivó el 8 de julio de 1920. Elementos del Regimiento participaron como escoltas del correo de Estados Unidos desde noviembre de 1921 hasta mayo de 1922 y, desde octubre de 1926 a febrero de 1927. Durante estos años no murió ningún Marine y el servicio de correos no sufrió ningún robo.
En marzo de 1927 fueron enviados a Nicaragua, y combatió en apoyo del gobierno contra los rebeldes nicaragüenses de Augusto C. Sandino hasta principios de abril de 1930. El 11 de abril de 1930 fueron nuevamente desactivados.
El 5.º Regimiento fue activado por última vez el 1 de septiembre de 1934 en Quantico, Virginia y fueron asignados a la 1.ª Brigada de Marines. En 1940 fueron enviados a la Bahía de Guantánamo, Cuba y reasignado a la 1.ª División de Marines en febrero de 1941. Fueron acuartelados en New River, Carolina del Norte.

### Segunda Guerra Mundial
Tras el estallido de la guerra, el 5.º Regimiento fue enviado a Wellington, Nueva Zelanda en junio de 1942. Durante la Segunda Guerra Mundial que lucharon en Guadalcanal, Nueva Bretaña, Nueva Guinea, Peleliu y Okinawa.
En septiembre de 1945, fue enviado a Tientsin, China y participó en la ocupación del norte de China hasta mayo de 1947, cuando se trasladaron a Guam, permaneciendo allí hasta 1950, año en el que se trasladaron a su actual hogar, Camp Pendleton, California.

### Guerra de Corea
El 5 de agosto de 1950, fueron desplegados en el Perímetro Pusan como parte de la 1.ª Brigada Provisional de Marines. Participó en el desembarco de Inchon, la batalla del embalse de Chosin, así como diversos enfrentamientos en el Frente Oriental-Central y el Frente Occidental hasta el final de las hostilidades. Inmediatamente después de la guerra participaron en la defensa de la Zona Desmilitarizada de Corea partir de julio de 1953 hasta febrero de 1955. El regimiento regresó a Camp Pendleton en marzo de 1955.

### Guerra de Vietnam
El 5 de marzo de 1966, el 5.º Regimiento fue enviado a la República de Vietnam. Permanecieron en Vietnam 5 años peleando en Rung Sat, Chu Lai, Phu Loc, Huế, Que Son Valley, An Hoa, Tam Ky y Đà Nẵng. Los últimos marines del 5.º Regimiento salieron de Vietnam en abril de 1971.

### Década de 1990
En agosto de 1990, fueron desplegados, conjuntamente con una fuerza multinacional, como parte de la Operación Escudo del Desierto y más tarde en la operación tormenta del desierto.
Entre los meses de mayo y junio de 1991, marines del 5.º Regimiento fueron enviados a Bangladés, dentro de la operación Sea Angel, para colaborar en la ayuda humanitaria y en la operaciones de socorro de la población local, a causa de los destrozos acaecidos por el paso del ciclón Gorky en abril de ese año.

### Guerra Global contra el Terrorismo
El 5 de enero de 2003, el 5.º Regimiento fue desplegado en Kuwait, junto con el resto de la 1.ª División de Marines, como parte de la fuerza de invasión de Irak. La 1.ª División fue dividida en tres equipos de combate o Regimental Combat Team (RCT). El RCT-5 estaba compuesto por los batallones, 1.er, 2.º y 3.er del 5.º Regimiento y por el 1.er Batallón de Reconocimiento Blindado Ligero, el 2.º Batallón Blindado, varias baterías de artillería del 11.º Regimiento de Marines, el 2.º y 3.er Batallón de Asalto Anfibio, la Compañía B del 1.er Batallón de Ingenieros de Combate, así como diversas unidades de apoyo logístico. Estos refuerzos hicieron que el regimiento contara con más de 6000 personas en algunos momentos de la invasión. Esta cifra hizo del RCT-5 la mayor unidad de este tipo en la historia del regimiento.
El 21 de marzo, el regimiento se convirtió en la primera unidad en penetrar en Irak, ya que se trasladó a apoderarse de la Yacimientos Petrolíferos de Rumayllah. Dirigiéndose hacia el norte el RCT-5 avanzó por una carretera de cuatro carriles antes de girar al este cerca del río Tigris reuniéndose con el resto de la 1.ª División de Marines para atacar la zona roja que abarcaba Bagdad y sus suburbios. En el aproximadamente mes de combate, el 5.º Regimiento avanzó más de 560 km como punta de lanza de la 1.ª División, en lo que ha sido la mayor distancia recorrida en combate en la historia del Cuerpo de Marines. Las bajas del regimiento en los 33 días de combate fueron de 12 muertos y 126 heridos.
Desde octubre de 2004 hasta marzo de 2005 el personal del Cuartel General del regimiento, al mando del coronel Stuart Navarre, fue desplegado en Irak para colaborar en la captación y formación de las Fuerzas de Seguridad Iraquíes, para que sirvan de apoyo a la 1.ª División de Marines en Camp Blue Diamond. Debido a que el regimiento no se desplegó como un equipo de combate, el personal del Cuartel General asumió la responsabilidad de trabajar con la Guardia Nacional Iraquí en Al Anbar (ING ) y con la Policía iraquí en Ramadi.
En febrero de 2006, el regimiento fue desplegado como RCT-5 en la provincia de Al Anbar, y asumió el control de Faluya. Llevaron a cabo operaciones de combate, y la capacitación y asesoramiento de las fuerzas iraquíes. El RCT-5 estaba acampado en Camp Faluya bajo el mando de la I Fuerza Expedicionaria de Marines. En enero de 2007 cuando fueron relevados por el 6.º Regimiento de Marines (RCT-6).
En diciembre de 2007, el 5.º Regimiento de había perdido 221 miembros durante operaciones de combate en Irak. Esto incluye los miembros del regimiento y de otros batallones que sirvieron su órdenes.
En los últimos años el regimiento ha sido desplegado en diversas ocasiones en Irak, participando tanto en misiones de combate como en el entrenamiento de las unidades del nuevo Ejército de Irak.
Su último despliegue fue a principios de 2009, el 5.º Regimiento fue designado como fuerza de contingencia y fue desplegado en apoyo de la Operación Libertad Iraquí, este despliegue duró 13 meses.
En la actualidad el Regimiento continúa participando en los ejercicios y despliegues de contingencia con la 1.ª División de Marines, preparando las fuerzas de despliegue con la 31.ª Unidad Expedicionaria de Marines.

## Condecoraciones
A lo largo de su historia el 5.º Regimiento ha recibido múltiples condecoraciones, lo que le convierte en el regimiento más condecorado en el Cuerpo de Marines.
- Presidential Unit Citation con
- Joint Meritorious Unit Award
- Navy Unit Commendation con
- Meritorious Unit Commendation con
- World War I Victory Medal con
- Medalla de Servicio de Ocupación de la Armada
- Second Nicaraguan Campaign Medal
- American Defense Service Medal con
- Asiatic-Pacific Campaign Medal con
- Medalla de Victoria Segunda Guerra Mundial
- Medalla de Servicio de Ocupación de la Armada
- China Service Medal
- National Defense Service Medal con
- Korean Service Medal con
- Vietnam Service Medal con
- Southwest Asia Service Medal con
- Iraq Campaign Medal
- Global War on Terrorism Expeditionary Medal
- Croix de guerre con dos Palmas y una estrella dorada
- Korean Presidential Unit Citation
- Vietnam Cross of Gallantry con una Palma
- Vietnam Meritorious Unit Citation Civil Action Medal